# TRIGA

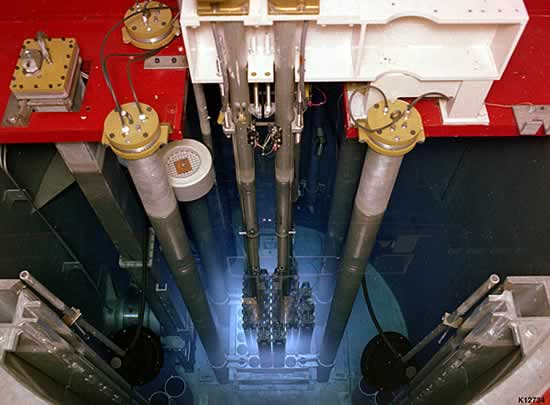
Изображение активной зоны реактора TRIGA. Голубое свечение вызвано черенковским излучением

TRIGA (Training, Research, Isotopes, General Atomics) — класс ядерных исследовательских реакторов, разработанный и изготовленный компанией General Atomics. Группу разработчиков TRIGA, в которую входил Эдвард Теллер, возглавлял физик Фриман Дайсон.

## Конструкция
TRIGA — это реактор бассейнового типа, который может быть установлен без защитной оболочки и предназначен для исследований и испытаний, используемых научными учреждениями и университетами для таких целей, как обучение студентов и аспирантов, частные коммерческие исследования, неразрушающие испытания и производство изотопов.
В реакторе TRIGA используется топливо на основе уран-циркониевого гидрида (UZrH), которое имеет большой быстрый отрицательный температурный коэффициент реактивности топлива, что означает, что при повышении температуры активной зоны реактивность быстро снижается. Из-за этой уникальной особенности он безопасно работал в импульсном режиме мощностью до 22 000 мегаватт.  Водород в топливе связан в кристаллической структуре гидрида урана-циркония с колебательной энергией 0,14 эВ.  Когда ядро горячее, эти уровни заполняются и передают энергию любым более холодным нейтронам, делая их горячими и, следовательно, менее реактивными. Изначально TRIGA проектировался для работы на высокообогащенном уране, но в 1978 году Министерство энергетики США запустило программу понижения обогащения для исследовательских испытательных реакторов, которая способствовала переводу реакторов на низкообогащенное урановое топливо.  

## История

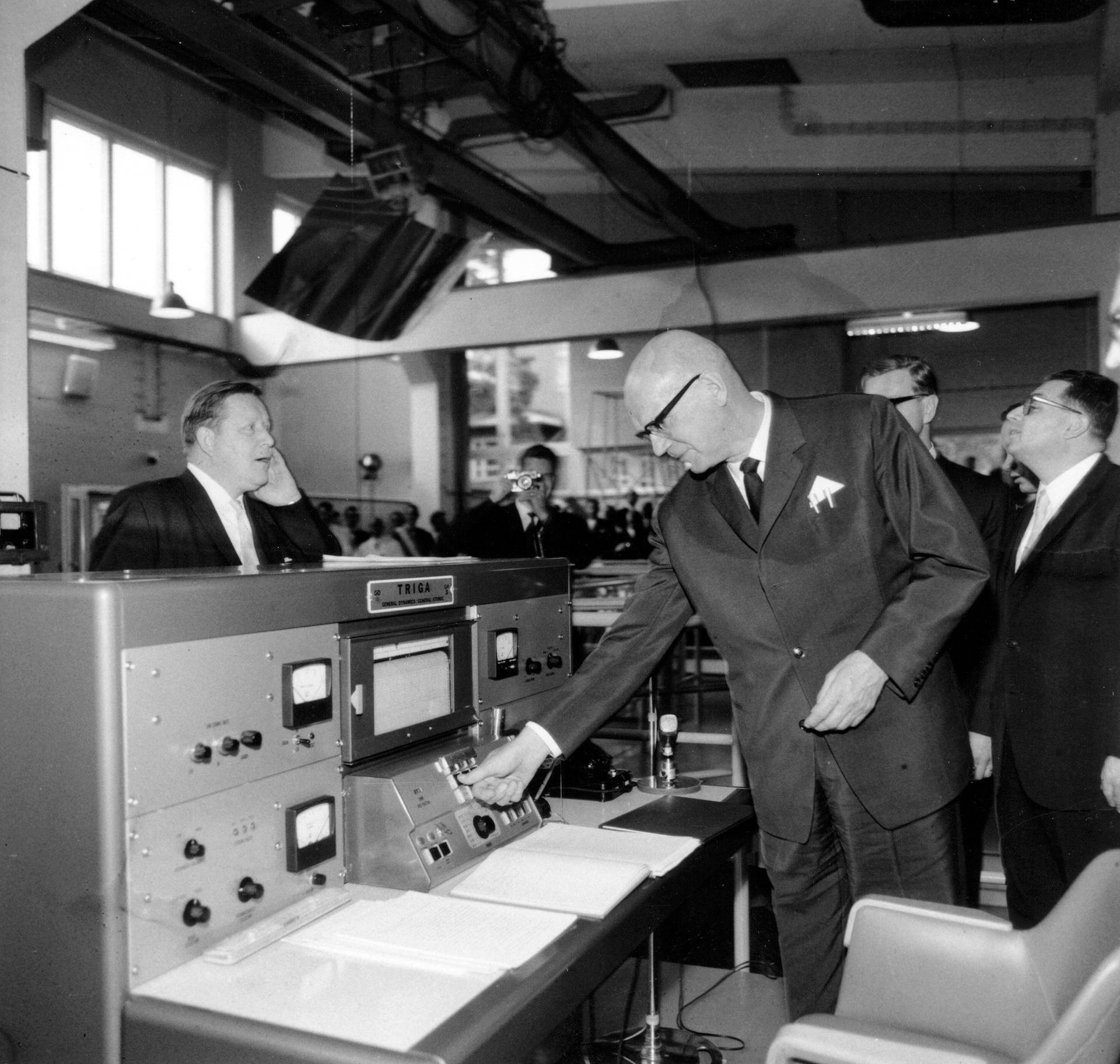
TRIGA Mark II, введенный в эксплуатацию в Хельсинкском технологическом университете в 1962 году президентом Финляндии Урхо Кекконеном

TRIGA был разработан как реактор, который, по словам Эдварда Теллера, «можно было дать группе старшеклассников, чтобы они играли с ними, не опасаясь пораниться».  Летом 1956 года Теллер возглавил группу молодых физиков-ядерщиков в Сан-Диего для разработки безопасного по своей природе реактора, который по своей конструкции не мог расплавиться. Дизайн был в значительной степени предложен Фрименом Дайсоном. Прототип ядерного реактора TRIGA (TRIGA Mark I) был введен в эксплуатацию 3 мая 1958 года в кампусе General Atomics в Сан-Диего и работал до закрытия в 1997 году. Американское ядерное общество присвоило ему статус исторического памятника ядерной энергетики.
Впоследствии были произведены Mark II, Mark III и другие варианты конструкции TRIGA, и в общей сложности в Соединенных Штатах было установлено 33 реактора TRIGA. Те, что остаются в рабочем состоянии, продолжают модернизироваться. Еще 33 реактора были построены в других странах. Многие из этих установок были установлены в рамках политики президента США Эйзенхауэра «Атом для мира» 1953 года, которая стремилась расширить доступ к ядерной физике для стран, находящихся в американской сфере влияния. Поэтому реакторы TRIGA можно найти в общей сложности в 24 странах, включая Австрию, Бангладеш, Бразилию, Конго, Колумбию, Англию, Финляндию, Германию, Тайвань, Японию, Южную Корею, Италию, Индонезию, Малайзию, Мексику, Марокко, Филиппины, Пуэрто-Рико, Румыния, Словения, Таиланд, Турция и Вьетнам.
TRIGA International, совместное предприятие General Atomics и CERCA, затем дочерняя компания AREVA во Франции, создана в 1996 году. С тех пор все топливные сборки TRIGA производятся на заводе CERCA в Роман-сюр-Изер, Франция.
Одними из основных конкурентов General Atomics в поставках исследовательских реакторов являются KAERI из Кореи и INVAP из Аргентины .
Энергетическая система TRIGA (TPS) представляет собой небольшую электростанцию и источник тепла, основанные на реакторе TRIGA и его уникальном топливе из гидрида урана и циркония с выходной мощностью 64 МВт (тепловая) / 16 МВт (электрическая).

## Использованная литература
- Edward Teller. Memoirs: A Twentieth-Century Journey in Science and Politics. — Perseus Publishing, 2001.

## Внешние ссылки
- Официальный сайт General Atomics TRIGA